# Hotchkiss Mle 1914
La Hotchkiss Mle 1914 (Modello 1914) fu la mitragliatrice media standard delle forze armate francesi durante la prima guerra mondiale.

## Storia
La mitragliatrice si basava su un progetto dal capitano viennese barone A. von Odkolek Augeza. I brevetti erano stati poi acquistati dalla ditta fondata da Benjamin Hotchkiss, con sede a Saint-Denis, vicino a Parigi. Il progetto di Odkolek venne notevolmente sviluppato e migliorato sotto la direzione dello statunitense Laurence V. Benet (1863-1948) con l'assistenza di Henri Mercie. Il progetto definitivo fu presentato nel 1895 e, dopo la risoluzione di iniziali problemi di sviluppo, l'arma fu adottata dalle forze armate francesi nel 1897, seguito nel 1898 da un modello per l'esportazione. Con alcune modifiche quali l'aggiunta di cinque anelli di bronzo come radiatore di raffreddamento della canna si giunse al Mle 1900, seguito dal Mle 1908 ed infine dal Mle 1914. Nel frattempo, nel 1908 pressioni politiche avevano portato all'adozione della Saint-Étienne mod. 1907, prodotta dall'arsenale statale Manufacture d'armes de Saint-Étienne. Tuttavia, i militari acquistarono fin dal 1914 anche la Hotchkiss, riservandola però soltanto per l'uso nelle colonie d'oltremare e da parte delle truppe di montagna. Nel 1916, nel pieno della prima guerra mondiale, il generale Pétain richiese la sostituzione dell'insoddisfacente e complessa Saint-Étienne mod. 1907, allora in dotazione alla fanteria di linea francese, con le più affidabili Hotchkiss, che iniziarono così, dal 1917, ad equipaggiare progressivamente le divisioni al fronte. Dal 1914 al 1918 furono prodotte per l'Armée de terre oltre 47000 Mle 1914 in calibro 8 × 50 mm R Lebel. Alcune centinaia vennero acquisite in calibro 11 mm French Gras per il tiro antiaereo contro dirigibili e palloni frenati, essendo questo il calibro minimo per utilizzare proiettili incendiari. Il secondo cospicuo ordine per il Mle 1914, sempre in 8 mm Lebel, riguardò 7000 armi per l'American Expeditionary Forces, prodotto dal 1917 al 1918. Venne inoltre prodotta su licenza in Giappone come Type 3, camerata per la cartuccia 6,5 × 50 mm Arisaka. L'arma in calibro 7 × 57 mm Mauser equipaggiò sia le forze governative che i ribelli di Pancho Villa durante la Rivoluzione messicana, così come i repubblicani e i franchisti durante la guerra civile con armi prodotte su licenza in loco.
Oltre che dalle fanterie, la versione Mle 1914 era utilizzata su tutte le autoblindo e i carri armati francesi della prima guerra mondiale, dagli Schneider CA1 ai Saint-Chamond, dai Renault FT ai Char 2C.
Le qualità dell'arma consentirono ai francesi di mantenerla in servizio addirittura oltre la seconda guerra mondiale, con gli ultimi impieghi registrati addirittura durante la Guerra d'Algeria e quella d'Indocina.

## Le Hotchkiss italiane

Tenente cappellano del Regio Esercito posa con una Mle 1914 di preda bellica. Cirenaica, 1941 circa.

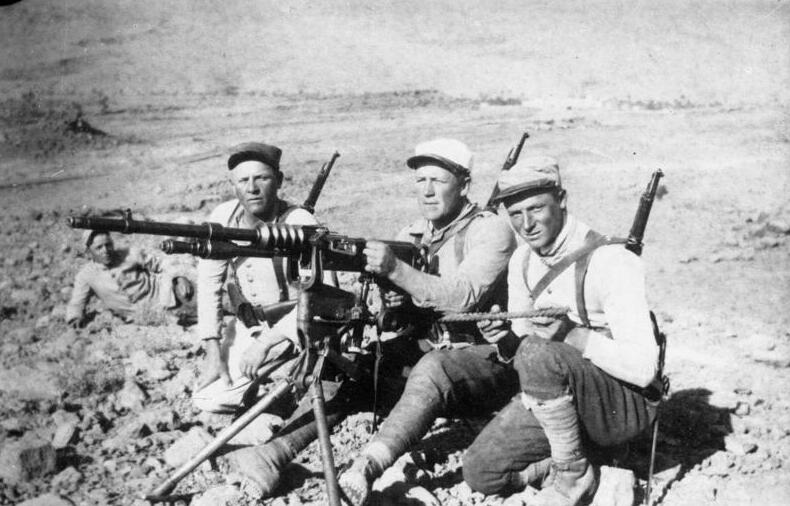
Legionari in Marocco con una Hotchkiss Mle 1914. Circa 1920.

Durante la prima guerra mondiale, la Mle 1914 in calibro 8 mm Lebel fu acquisita dal Regno d'Italia, così come la Saint-Étienne Mod. 1907 e il Chauchat, per far fronte all'insufficiente produzione di mitragliatrici Fiat-Revelli Mod. 1914 per il Regio Esercito, soprattutto dopo la battaglia di Caporetto, che aveva causato la perdita di un immenso numero di armi ed artiglierie. Venne impiegata durante tutto il conflitto, soprattutto a difesa di installazioni fisse. Durante la seconda guerra mondiale inoltre in Italia giunsero molte armi di preda bellica, che furono assegnate alla Milizia per la difesa antiaerea territoriale ed alla Milizia portuaria della MVSN ed alla Regia Aeronautica e destinate alla difesa antiaerea.

## Tecnica

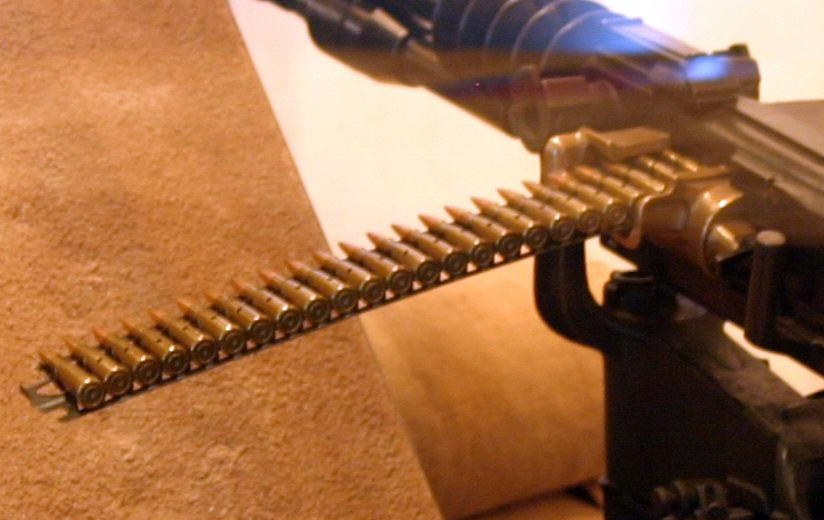
Piastrina da 24 cartucce.

La Mle 1914 era una mitragliatrice raffreddata ad aria, con azione a sottrazione di gas. La canna era avvolta da cinque grossi anelli di bronzo che dissipavano il calore. Il gas era spillato in un cilindro posto sotto alla canna, con un pistone che poteva essere regolato manualmente per aumentare o diminuire la cadenza di tiro. La Hotchkiss era formata da solo 32 componenti, tra cui quattro molle elicoidali, senza viti o perni; inoltre tutte le parti erano state costruite in modo tale da poter essere assemblate in un solo modo possibile; da tutto ciò risultava un'arma particolarmente semplice da smontare e da manutenere. L'arma sparava ad otturatore aperto, un accorgimento che favoriva il raffreddamento e soprattutto impediva l'autoaccensione; questa soluzione oggi è presente in quasi tutte le mitragliatrici ma venne adottata per la prima volta proprio sulla Hotchkiss Mle 1897. L'alimentazione avveniva dal lato sinistro del castello tramite caricatore a nastro metallico rigido da 24 colpi, che venivano espulse dopo l'ultimo colpo, lasciando così l'otturatore in apertura; l'introduzione di una nuova piastrina carica riportava l'otturatore in chiusura e l'arma poteva continuare automaticamente il fuoco. Tale sistema richiedeva tre serventi per ogni arma, soluzione impossibile in carri armati, aerei o posizioni anguste. Per poter operare anche con un solo uomo, vennero adottati nel 1917 dei nastri metallici semirigidi, formati da 84 piastrine da 3 colpi, unite una di seguito all'altra, per un totale di 251 colpi.
La cadenza di tiro teorica si attestava sui 450 colpi al minuto; quella pratica era ridotta a 120 colpi al minuto per evitare il surriscaldamento di canna ed era così sostenibili indefinitamente, tranne che per il cambio della canna da eseguire facilmente e rapidamente con un'apposita chiave ogni circa 1000 colpi a fuoco continuo, quando la temperatura della canna poteva raggiungere i 400 °C.
I comandi dell'arma erano costituiti da un'impugnatura a pistola sotto al castello, da una sicura manuale sul lato sinistro e da una impugnatura addizionale a manopola sul retro. A partire dal Mle 1900 erano stati utilizzati due tipi di treppiede, sostituiti poi durante la Grande Guerra da un terzo, più efficace, designato Mle 1916. Esisteva inoltre un quarto modello, l'Omnibus Tripod, utilizzabile sia con la Hotchkiss che con la Saint-Étienne, che però era sgradito alle truppe per la sua eccessiva altezza dal suolo, ma la critica generale riguardava l'eccessivo peso di tutti i complessi arma-treppiede, che superavano i 52 kg.

## Utilizzatori

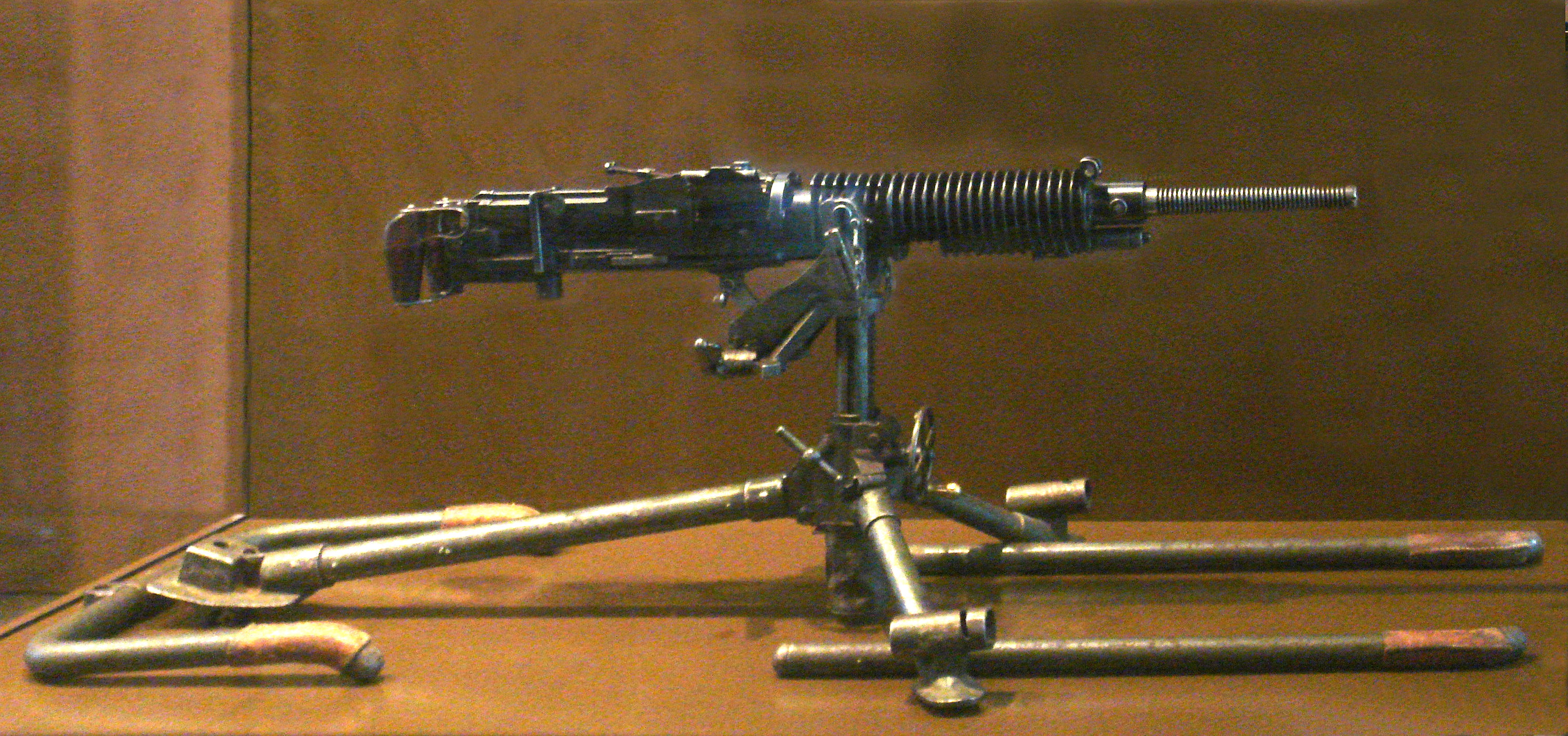
La versione su licenza giapponese Type 3 esposta al Musée de l'Armée di Parigi.

- Belgio in calibro 7,65 × 53 mm Mauser.
- Cile.
- Grecia
- Brasile in calibro 7 × 57 mm Mauser.
- Francia nei calibri 8 × 50 mm R Lebel e 11 mm French Gras.
- Giappone come Type 3 in calibro 6,5 × 50 mm Arisaka.
- Messico in calibro 7 × 57 mm Mauser.
- Norvegia in calibro 6,5 × 55 mm.
- Perù.
- Polonia come copia Ckm wz. 25 Hotchkiss in calibro 7,92 × 57 mm Mauser
- Italia in calibro 8 × 50 mm R Lebel.
- Spagna in calibro 7 × 57 mm Mauser.
- Svezia in calibro 6,5 × 55 mm.
- Turchia.
- Stati Uniti in calibro 8 × 50 mm R Lebel.